# Fransk rose
Fransk rose (Rosa gallica) er en løvfældende busk med en stift opret vækst. Grenene er tæt besat med uens lange, rette eller bagudbøjede torne og børsteagtige kirtehår. Fransk rose har været dyrket siden Middelalderen og dens gener findes i mange af de hybrider og sorter, der dyrkes i dag.

## Beskrivelse
Knopperne er små, spidse og lysegrønne og sidder næsten skjult bag akselbladene. Bladene er uligefinnede med fem ovale småblade, der har savtakket rand. Oversiden er rynket med forsænkede ribber og græsgrøn, mens undersiden er lysegrøn og behåret. Blomstringen sker i juni-juli, hvor man finder de forholdsvis store blomster endestillet på kortskud. Blomsterne er regelmæssige og 5-tallige med lyserøde eller purpurrøde kronblade, der hver har en indskæring, hvor spidsen skulle være. Frugterne er et højrødt til orangerødt, aflangt hyben.
Rodnettet er kraftigt og både dybtgående og vidt udbredt. Planter i handlen er dog podet enten på mangeblomstret rose eller ’’Rosa laxa’’, hvis rodnet den altså overtager. 
Højde x bredde og årlig tilvækst: 1,50 x 1,00 m (50 x 35 cm/år).

## Hjemsted
Arten var oprindelig udbredt i Mellemøsten, Kaukasus og i Syd- og Sydøsteuropa. Ved dyrkning er den spredt til mange andre egne af verden. Den er knyttet til lysåbne voksesteder med en varm, veldrænet og gerne kalkrig jord. I det nordøstlige Bulgarien, hvor klimaet er kontinentalt med varm, tørre somre og hårde vintre, findes steppeområder af samme type, som kan ses i f.eks. Ungarn og Ukraine. Her vokser arten sammen med bl.a. agernigella, almindelig blærebælg, almindelig judastræ, almindelig nældetræ, almindelig parykbusk, almindelig syren, asfaltkløver, asiatisk singrøn, balkanpæon, bjergkortkrone, bjergstenfrø, blå staudeklematis, buskhestesko, dværgmandel, farvegåseurt, foderesparsette, glatbladet tidselkugle, gul læbeløs, hvid diktam, hårtotfjergræs, kronelimurt, lav iris, Melica transsilvanica (en art af flitteraks), melittis, opret galtetand, pigget lakrids, Potentilla cinerea (en art af potentil), purpurkongelys, russisk løn, Scabiosa argentea (en art af skabiose), sibirisk klokke, skarleje, skærmokseøje, slank sternbergia, spinkel kambunke, strandasters, sølvsalvie, sølvbladet pære, Teucrium polium (en art af kortlæbe), uldhåret fingerbøl, våradonis og weichsel
| Portal | Portal:Botanik |